# Vakuum
För andra betydelser, se Vacuum.

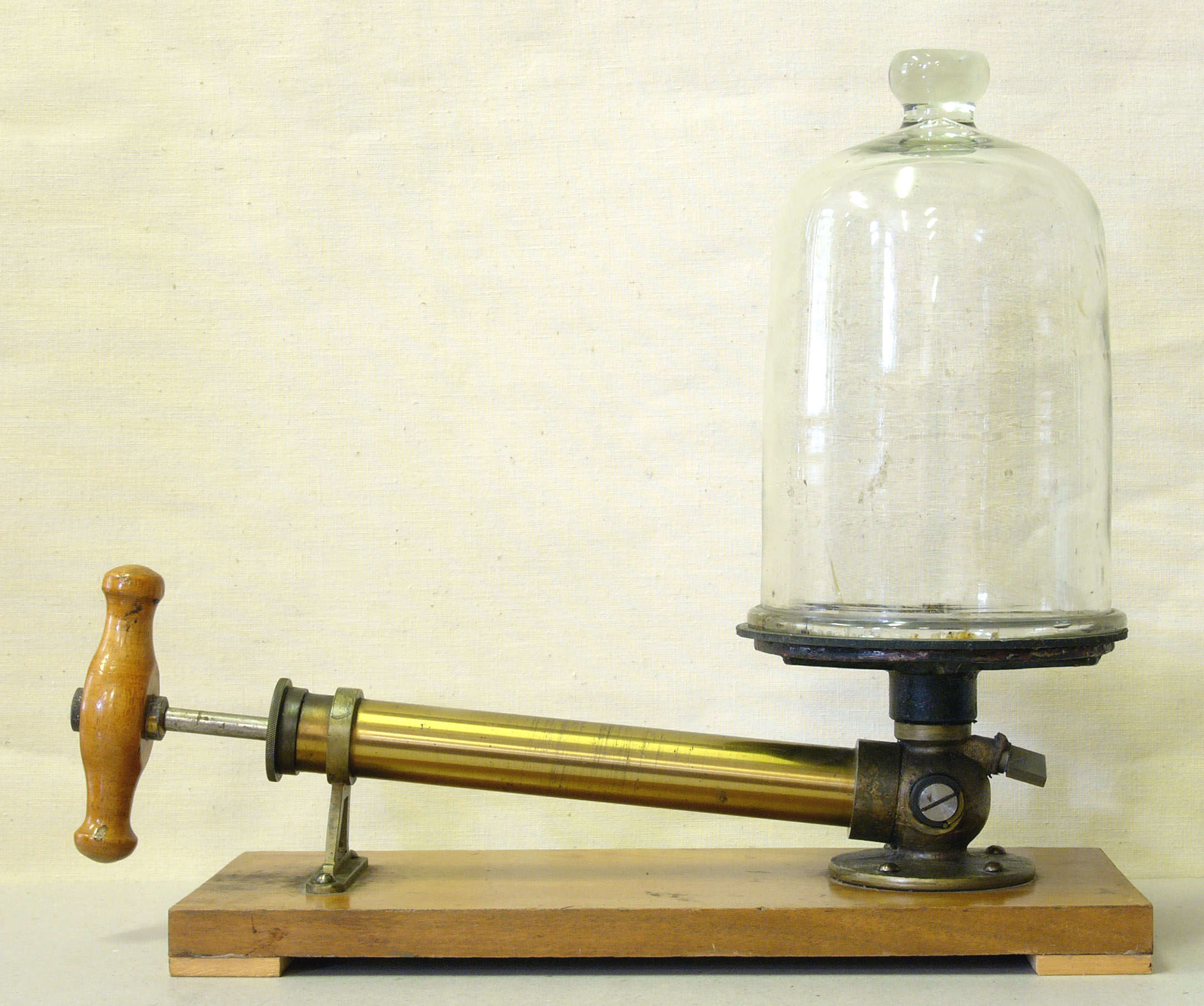
Vakuumpump

Vakuum (även tomrum) är ett fysikaliskt uttryck för ett utrymme som inte innehåller någon materia alls. Ordet vakuum kommer från det latinska ordet vacuus, som betyder "tom". I ett teoretiskt perfekt vakuum finns inga materiapartiklar alls, vilket är omöjligt att uppnå i praktiken. I vardagslag betyder vakuum en volym där trycket är mycket mindre än atmosfärstrycket. Inom fysiken sägs en rymd befinna sig i vakuum, när trycket är mindre än en tusendel av atmosfärstrycket, vilket är användbart i många sammanhang som exempelvis i barometrar och katodstrålerör i TV-apparater. I vardagslag definieras även vakuum till att mena ett relativt måttligt undertryck, i sammanhang som till exempel vakuumslangar eller industriella vakuumpumpar, trots att dessa inte är i närheten av att åstadkomma vakuum i fysikalisk mening.
En fysiker kan tala om ett idealt testresultat som skulle kunna uppstå i ett perfekt vakuum, då ofta kallat "vakuum" eller "free space" och kan använda termen partiellt vakuum som refererar till den reella vakuumnivån. Vakuumnivån syftar till hur nära det partiella vakuumet ligger från ett perfekt vakuum, och följaktligen innebär då ett lägre gastryck ett ökat vakuum. En vanlig dammsugares sugförmåga kan minska lufttrycket med cirka 20 procent. I industriella och laboratoriesammanhang är mycket högre vakuumnivåer möjliga. Vakuumkammare med ultrahögvakuum, vanliga inom kemi, fysik och teknik, arbetar under en biljondel (10−12) av atmosfärstrycket och kan nå ≈100 partiklar/cm3. Den yttre rymden har också ett ultrahögvakuum, med endast några väteatomer per kubikmeter i genomsnitt. Även om varenda atom och partikel skulle kunna avlägsnas från en volym, skulle det ändå inte vara helt tomt på grund av vakuumfluktuationer, mörk energi, och andra fenomen i kvantfysiken. 
Vakuum blev ett värdefullt industriellt verktyg på 1920-talet i samband med vakuum i glödlampor och lysrör och ett brett spektrum av vakuumteknik har blivit tillgängligt. Den senaste tidens utveckling av bemannade rymdfärder har höjt intresset för effekterna av vakuum på människors hälsa och på livsformer i allmänhet. Om en levande varelse skulle utsättas för  vakuum i mindre än 90 sekunder skulle den återhämta sig helt och snabbt. Vid längre exponering blir skadorna på lungorna dödliga.

## Historia

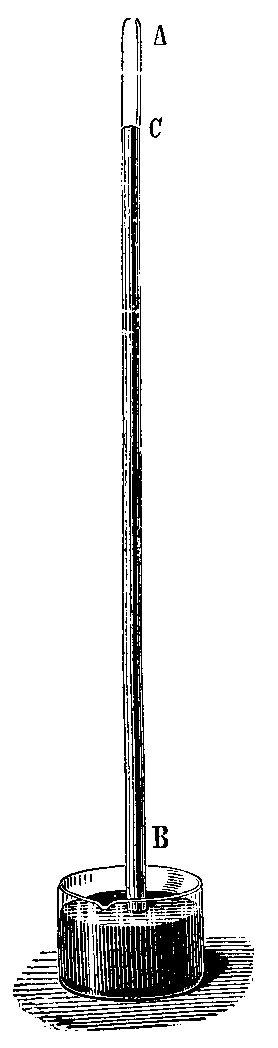
Torricellis rörbarometer var ett tidigt påvisande av vakuum i laboratoriesammanhang.

Vakuum har varit ett vanligt ämne i den filosofiska debatten sedan antikens Grekland och Aristoteles var den som först uttalade sig om vakuum. Enligt honom skydde naturen vakuum som var ett onaturligt tillstånd och som inte kunde existera. Antikens grekiska filosofer frågade sig "hur ingenting skulle kunna vara någonting?". Platon fann likaså tanken på ett vakuum otänkbart och det passade inte in i hans idévärld. Senare grekiska filosofer trodde att ett vakuum kunde existera utanför kosmos, men inte inom det. Heron från Alexandria var den första att ifrågasätta denna tro under det första århundradet i vår tideräkning, men hans försök att skapa ett konstgjort vakuum misslyckades.
I den romerska staden Pompeji hittades en dubbelverkande sugpump, som visar att romarna hade tillgång till tekniken vid denna tid. Den användes för att pumpa vatten och hade två cylindrar, som var i arbetsfas växelvis. I sugfasen, öppnades en lägre ventil, som möjliggjorde vattenfyllning i cylindern, medan den övre ventilen förblev stängd. När kolven gick ner, stängde den nedre ventilen och den övre öppnade.
Den persiske fysikern och filosofen Al Farabi (872–950), gjorde ett experiment avseende förekomsten av vakuum, där han undersökte handhållna kolvar i vatten. Han drog slutsatsen att luftens volym kan expandera för att fylla det tillgängliga utrymmet och hävdade att begreppet perfekt vakuum var osammanhängande. Fysikern Alhazen (965-1039) ogillade denna tanke och stödde istället att ett tomrum kunde finnas. Genom att använda geometri visade Alhazen matematiskt ett tänkt tredimensionellt tomrum mellan de inre ytorna på ett vattenfyllt rör. Biruni hävdade också att "det inte finns några observerbara bevis för att utesluta möjligheten av tomrum " .
Den aristoteliska teorin kring vakuum bestod dock långt in i modernare tider. 1654 utförde Torricelli ett experiment varmed han påvisade något som måste vara vakuum. Han vände ett kvicksilverfyllt glasrör upp och ned i en behållare, som även den innehöll kvicksilver. Han såg då att kvicksilverytan sjönk en bit i röret som då lämnade ett tomrum kvar ovanför kvicksilvret. Tomrummet i röret stred mot Aristoteles etablerade lära, men resultatet från ett kompletterande experiment av Blaise Pascal gav vakuumhypotesen en vidare acceptans.
1654 uppfann också Otto von Guericke den första omskrivna vakuumpumpen och genomförde sitt berömda experiment Magdeburgs halvklot, som visade att hästspann inte kunde skilja två halvklot där luften hade evakuerats.
Robert Boyle förbättrade Guerickes design och utförde experiment på egenskaperna hos vakuum. Robert Hooke hjälpte också Boyle att tillverka en luftpump som bidrog till att producera vakuum. Studien av vakuum förföll fram till 1850 när August Toepler uppfann Toeplerpumpen. Heinrich Geissler uppfann 1855 kvicksilverluftpumpen och uppnådde ett rekordvakuum på cirka 10 Pa (0,1 Torr). Ett antal elektriska egenskaper blev observerbara på denna vakuumnivå och detta förnyade intresset för vakuum. Kort efter detta uppfann Hermann Sprengel den så kallade Sprengelpumpen 1865.
Under 1800-talets studier inom termodynamiken och den statistiska fysiken, klargjordes genom experiment av Jožef Stefan att energidensiteten hos det elektromagnetiska fältet är proportionell mot fjärdepotensen av temperaturen. Fem år senare härledde Ludwig Boltzmann detta teoretiskt. I denna teori fylls en volym av värmestrålning, denna värmestrålning skulle enligt teorin svara på kompression på ett sätt liknande en gas. Sålunda kräver perfekt vakuum en nedkylning till absoluta nollpunkten, då ingen värmestrålning (enligt teorin) finns. Detta teoribygge skulle visa sig ge problem med energidensiteten och spektralfördelningen för svartkroppsstrålning. Energidensiteten gick mot oändligheten och spektralfördelningen kunde endast förklaras med två olika formler, en för höga temperaturer (Raleigh–Jeans lag) och en för låga temperaturer (Stefan–Boltzmanns lag).
År 1900 härledde Max Planck en formel för energin hos elektromagnetisk strålning (se kvantmekanik) där han antog en minsta enhet för energin, så kallade kvantum (pluralis kvanta). Plancks uttryck för energin hos elektromagnetiska strålningen ges av
{\displaystyle U={{\hbar \omega } \over {e^{{\hbar \omega } \over {kT}}-1}}+{1 \over 2}\hbar \omega }
Den sista termen i Plancks formel, nollpunktsstrålningen, innebär med sitt temperaturoberoende att det alltid finns energistrålning oavsett vad temperaturen är. Då formeln stämmer med de klassiska formlerna i gränsen då {\displaystyle kT>>\hbar \omega } antogs Plancks formel för riktig.
Nollpunktsstrålningen förklarar bland annat Lambskiftet i väteatomen och oförmågan hos He-4 att övergå i fast form vid normalt lufttryck. Andra mätbara effekter är Casimireffekten.

## Användning

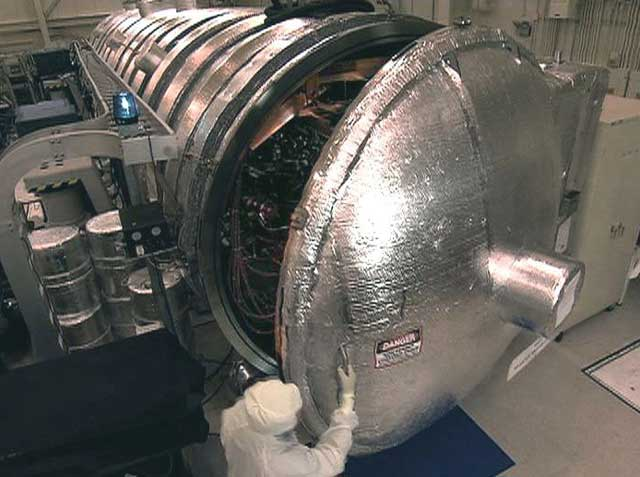
En större vakuumkammare

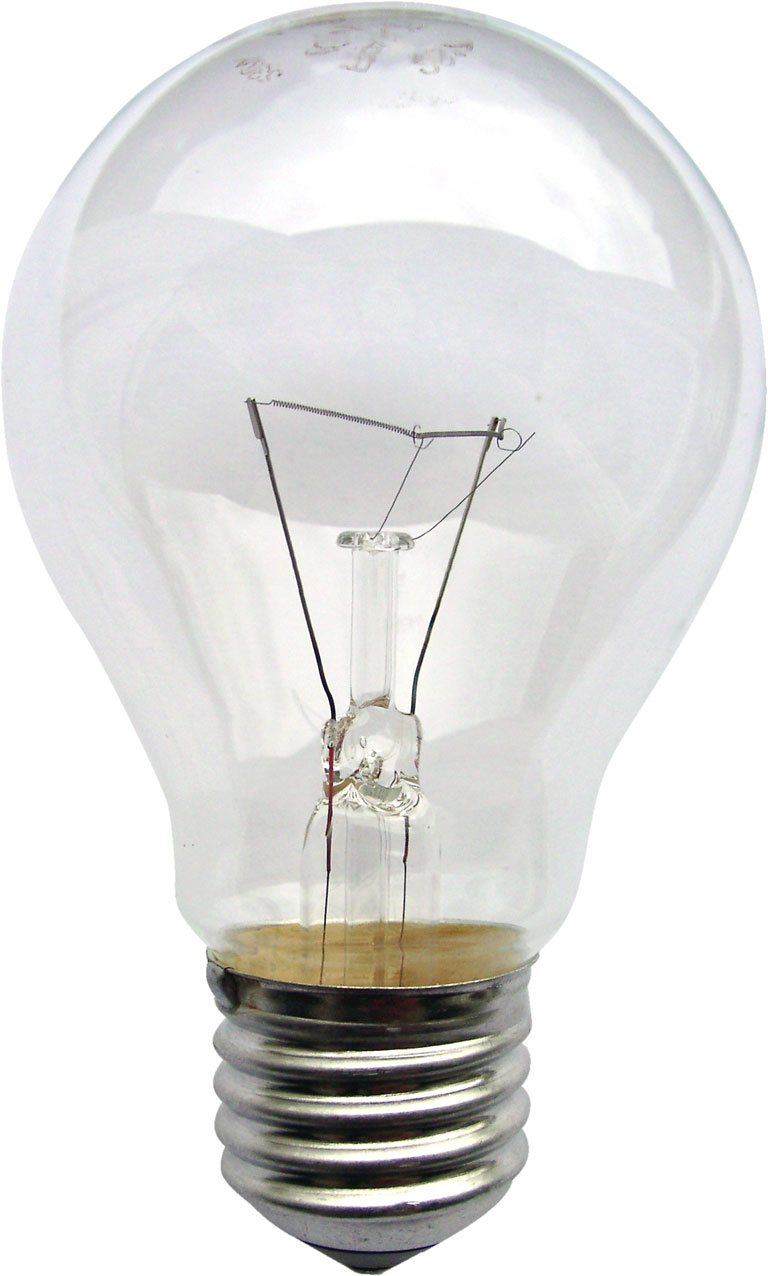
En glödlampa innehåller ett partiellt vakuum, vanligen återfylld med argon, som skyddar volframelektroden

Vakuum är användbart i en mängd olika processer och apparater. Dess första utbredda användningen var i glödlampan, för att skydda glödtråden från kemisk nedbrytning. Den kemiska tröghet som produceras av ett vakuum är också användbart för elektronstrålesvetsning, kalltryckssvetsning, vakuumförpackning och vakuumfritering. Ultrahögvakuum används i studiet av atomärt rena substrat, eftersom bara ett mycket högt vakuum kan bevara atomära substratytor under en relativt lång tid (i storleksordningen minuter till dagar). Hög- till ultrahögvakuum bortför luft, vilket gör att partikelstrålar kan deponera eller ta bort material utan kontaminering. Det är principen bakom CVD, PVD och torretsning som är väsentliga metoder för tillverkning av mikrochips, halvledare, optiska beläggningar och inom ytkemin. Minskningen av konvektion ger värmeisolering i termosflaskor. Vakuum sänker kokpunkten för vätskor och främjar låg temperaturutgasning som används i frystorkning, limpreparering, destillering, metallurgi och processrengöring. De elektriska egenskaperna i vakuum gör elektronmikroskop och elektronrör möjliga ihop med katodstrålerör. Elimineringen av luftmotståndet är användbart för energilagring genom svänghjul och ultracentrifuger.
Industriella vakuumpumpar har ett brett utbud av applikationer, allt från att skapa sugluft till att rengöra, bortföra eller fördela vatten, lack eller färg.

### Vakuumdrivna maskiner
I Newcomens ångmaskin används vakuum istället för tryck för att driva en kolv. På 1800-talet användes vakuum för framdrivning av Brunels experimentella atmosfäriska järnväg. Vakuumbromsarna användes tidigare allmänt på tåg i Storbritannien, men har numera ersatts med tryckluftsbromsar.
Insugningsundertryck kan användas för att driva biltillbehör. Den mest kända tillämpningen är vakuumservo, som används för att minska pedaltrycket vid bromsning. Tidigare har det även funnits vakuumdrivna vindrutetorkare och bränslepumpar.

## Yttre rymden

Yttre rymdens tomrum är inte ett perfekt vakuum, utan en svag plasma med laddade partiklar och elektromagnetiska fält.

Den yttre rymden har en mycket låg densitet och är nära ett perfekt fysiskt vakuum. Det har ingen faktisk friktion, vilket gör att stjärnor, planeter och månar kan röra sig fritt längs ideala gravitationella banor. Men ingen vakuum är helt perfekt, inte ens i den interstellära rymden, där det fortfarande finns några väteatomer per kubikcentimeter.
Stjärnor, planeter och månars omgivningar hålls genom gravitation och i de fall som det finns atmosfär har den ingen tydligt avgränsad gräns: densiteten av atmosfärisk gas minskar med avståndet från objektet. Jordens atmosfäriska tryck sjunker till ungefär 1 Pa (10−3 Torr) på 100 kilometers höjd vid Karmanlinjen, som är en vedertagen definition av gränsen mot yttre rymden. Utanför denna linje blir det isotropa gastrycket snabbt obetydligt jämfört med strålningstrycket från solen och det dynamiska trycket från solvinden. Termosfären har stora variationer av tryck, temperatur och sammansättning och varierar kraftigt på grund av rymdvädret. Astrofysiker föredrar att använda densitetsgradienter för att beskriva dessa miljöer, i enheten partiklar per kubikcentimeter.
Den atmosfäriska densiteten inom de första hundra kilometerna över Karmanlinjen är dock fortfarande tillräcklig för att ge ett betydande luftmotstånd på satelliter. Många artificiella satelliter i en så kallad låg bana runt jorden får kompensera sin bana emellanåt med styrraketer för att upprätthålla omloppsbana. Luftmotståndet här är tillräckligt lågt för att det teoretiskt skulle kunna övervinnas genom strålningstrycket på ett solsegel, ett föreslaget framdrivningssystem för interplanetära resor. Planeter har en alltför stor massa, för att deras banor ska kunna påverkas märkbart av dessa krafter, även om deras atmosfärer urholkas av solvindar.
Hela det observerbara universumet är fyllt med ett stort antal fotoner, den så kallade kosmiska bakgrundsstrålningen och sannolikt ett motsvarande stort antal neutriner. Temperaturen i denna strålning är ungefär 3 K eller -270 grader Celsius.

## Effekter på levande varelser

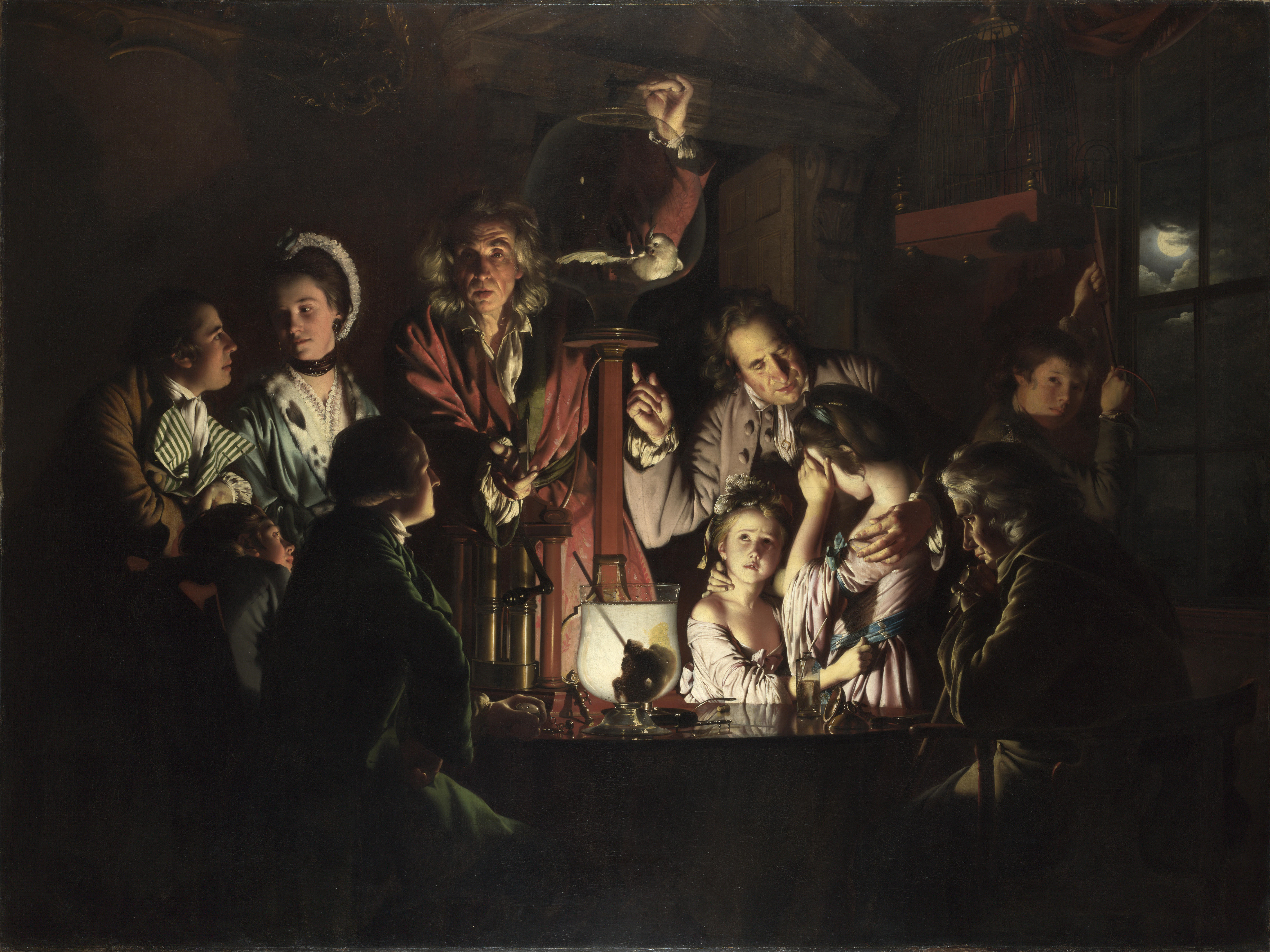
Målningen An Experiment on a Bird in the Air Pump från 1768 av Joseph Wright of Derby föreställer ett experiment som Robert Boyle gjorde 1660.

Levande varelser som utsätts för vakuum kommer att förlora medvetandet efter några sekunder och dö av syrebrist inom några minuter, men symptomen är inte alls lika dramatiska som ibland beskrivs i media och populärkultur. Minskningen av trycket sänker temperaturen vid vilken blod och andra kroppsvätskor kokar, men det elastiska trycket av blodkärlen säkerställer att denna kokpunkt ligger högre än exempelvis människans inre kroppstemperatur på 37 °C. Även om blodet inte kokar, kommer det minskade trycket att bilda gasbubblor i kroppsvätskorna (ebullism), vilket i sig är ett allvarligt problem. Ångan kan svälla kroppen till två gånger sin normala storlek, och sakta ned cirkulationen, men vävnader är normalt elastiska och porösa nog för att förhindra brott. Svullnad och ebullism kan begränsas genom att använda en flygdräkt.
Shuttleastronauter bär ett anpassat elastiskt plagg som kallas Crew Altitud Protection Suit (CAPS) som förhindrar ebullism vid tryck så lågt som 2 kPa (15 Torr). En hastig trycksänkning kommer att kyla huden och skapa frost, särskilt i munnen, men det innebär i sig ingen betydande fara.
Djurförsök visar att en snabb och fullständig återhämtning är normalt för exponeringar kortare än 90 sekunder, medan längre helkroppsexponeringar är dödliga och lungorna blir permanent skadade. Det finns bara en begränsad mängd data tillgängliga från mänskliga olyckor, men det överensstämmer med djurdata. Lemmar kan exponeras för vakuum betydligt längre om andningen inte försämras. Robert Boyle var den första att visa vakuum är dödligt för små djur i sitt experiment 1660.
Under förintelsen 1942 utsattes den nazistiska regimens fångar i Dachau för experiment för Luftwaffes räkning genom att utsätta dem för lågt tryck.
Kall eller syrerik atmosfär kan uppehålla livet vid tryck mycket lägre än det atmosfäriska, så länge syredensiteten är liknande den vid havsnivå. Ju kallare lufttemperaturer som finns på höjder upp till 3 kilometer, kan generellt kompensera för lägre tryck där. Över denna höjd är syreanrikning nödvändig för att förhindra höjdsjuka på människor som inte genomgår förebyggande acklimatisering och rymddräkterna är nödvändiga för att förhindra ebullism över 19 km. De flesta rymddräkterna använder endast 20 kPa (150 Torr) rent syre, precis tillräckligt för att upprätthålla fullt medvetande. Detta tryck är tillräckligt högt för att förhindra ebullism, men tryckfallssjuka och lungemboli kan fortfarande inträffa.
En snabb dekompression kan vara mycket farligare än själva vakuumexponeringen. Även om offret inte håller andan, blir luftstrupens ventilation för långsam för att förhindra en allvarlig bristning i lungornas känsliga alveolstruktur. Trumhinnor och bihålor kan spricka av för snabb dekompression, liksom skador på mjukdelar kan läcka blod, och chockens stresspåverkan kan komma att öka syreförbrukningen och leda till hypoxi. Skador orsakade av en för snabb dekompression kallas barotrauma. Ett tryckfall på 13 kPa (100 Torr), som inte behöver vara skadlig alls om den sker gradvis, kan vara dödlig om den inträffar plötsligt. Vissa extremofila mikroorganismer, såsom björndjur, kan dock överleva vakuum under en period av dagar.

## Elektromagnetism
I klassisk elektrodynamik är fritt utrymme (free space eller perfekt vakuum) en standardreferens för elektromagnetiska effekter.
I teorin för elektrodynamiken har vakuum följande egenskaper:
- Elektromagnetisk strålning färdas utan hinder vid ljusets hastighet.
- Superpositionsprincipen är alltid exakt sann.[20] Till exempel, är den elektriska potentialen som genereras av två laddningar, samma som summan av potentialerna av var laddning för sig. Värdet av det elektriska fältet i en punkt kring dessa två laddningar erhålls genom att beräkna vektorsumman av de två elektriska fälten separat.
- Permittiviteten och permeabiliteten är exakt ε0 och μ0 respektive (i SI-enheter), eller exakt 1 (i Gaussiska heltal).
- Vågimpedansen (η) motsvarar impedansen av ledigt utrymme Z0 ≈ 376,73 Ω.

## Kvantmekanik
I kvantmekanik och kvantfältteori definieras vakuum som tillståndet (dvs. lösning på ekvationer av teorin) med lägsta möjliga energi (grundtillståndet i ett Hilbertrum). Detta är ett tillstånd utan partiklar, inga fotoner, ingen gravitoner, etc. Som beskrivits ovan är detta tillstånd omöjligt att uppnå experimentellt (även om varje möjlig partikel på något sätt kan avlägsnas från en volym, skulle det vara omöjligt att eliminera alla svartkropps-fotoner.)
Detta hypotetiska vakuumtillstånd har ofta intressanta och komplexa egenskaper. Till exempel innehåller det virtuella partiklar. Relaterat har det också en slutlig energi, kallad vakuumenergi. Virtuella partiklar är en viktig och ständig närvarande del av kvantfältteorin. Vissa lättöverförda uppenbara effekterna av virtuella partiklar (vakuumfluktuationer) inkluderar Casimireffekten och Lambskift.
Det kan finnas mer än ett möjligt vakuumtillstånd. Början och slutet av den kosmologiska inflationen tros ha uppstått från övergångar mellan olika vakuumtillstånd. För teorier som erhållits genom kvantisering av en klassisk teori, ger varje stationär punkt av energin i konfigurationen rymden i ett enda vakuum. Strängteorin tros ha ett stort antal vacua i sitt landskap.

## Pumpning och omgivande lufttryck

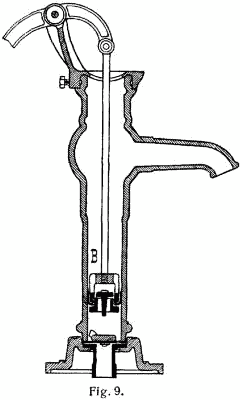
Denna vattenpump reducerar atmosfärstrycket inuti pumpkammaren. Det relativa trycket blir större i vattenreservoaren och tvingar vattnet in i pumpen för att utjämna trycket. Ovan jord blir denna typ av pump bara effektiv upp till cirka nio meters lyfthöjd, på grund av vattenpelarens vikt kontra atmosfärstrycket.

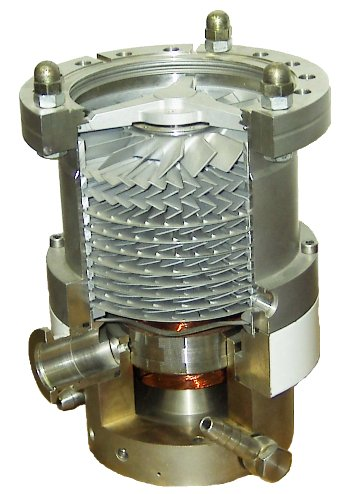
En genomskärning av en turbomolekylärpump, en momentum-transferpump som används för att skapa högvakuum

Vätskor kan i allmänhet inte dras, så ett vakuum kan inte skapas genom att suga. Sug kan sprida och späda ett vakuum genom att låta ett högre tryck trycka vätskor in i det, men ett vakuum måste först skapas innan sugning kan ske. Det enklaste sättet att skapa ett konstgjort vakuum är att utöka volymen i ett utrymme. Till exempel expanderar diafragman brösthålan, vilket får lungvolymen att öka. Denna expansion minskar trycket och skapar ett partiellt vakuum, som snart blir luftfyllt av atmosfärens högre tryck.
För att fortsätta evakuera en kammare kan ett utrymme i detta vakuum upprepade gånger stängas av, evakueras och sedan utökas igen. Det är principen bakom förträngningspumpar, som den exempelvis den manuella vattenpumpen. Inuti pumpen expanderas en sluten volym med en avtätad kolv, för att skapa ett undertryck. På grund av tryckskillnaden trycks en mängd vätska in i en mindre pumpkammare (från vattenkällan i detta exempel). Pumpkammaren avskärmas, öppnar emot atmosfärstrycket och utökas igen.
Principförklaringen ovan är bara en introduktion till ämnet vakuumpumpar och är inte representativ för hela utbudet av använda pumpar. Många varianter av kolvpumpar har utvecklats och många andra pumpkonstruktioner arbetar efter helt andra principer. Momentum transfer-pumpar bär vissa likheter med deplacementspumpar, men är mer fördelaktiga vid högre tryck, då de kan uppnå mycket högre vakuumkvalitet än sugande deplacementpumpar. Ejektorpumpar kan fånga gaser i ett fast eller absorberat tillstånd, ofta utan rörliga delar, inga tätningar och inga vibrationer. Ingen av dessa pumpar är dock universalt användbara, då varje typ har viktiga prestandabegränsningar. Att pumpa lågmolekylära gaser, särskilt väte, helium och neon, innebär är en gemensam svag punkt.
Det lägsta tryck som kan uppnås i ett system beror även på många andra saker än vilken typ av pumpar. Flera pumpar kan kopplas i serie, kallat steg, för att uppnå högre vakuum. Valet av tätningar, kammargeometri,  material och pumpningsteknik har stort inflytande på processen. Alla dessa faktorer ingår i det som brukar kallas för vakuumteknik. Ibland är det slutliga undertrycket inte den enda intressanta faktorn, då alla pumpsystem skiljer sig åt när det gäller oljeföroreningar, vibrationer, effektiviteten vid olika gaser, den totala cykeltiden, verkningsgraden, tillförlitlighet och tolerans emot läckage.
I system med ultrahögvakuum, måste mycket även många andra faktorer beaktas, när det gäller läckage och dunstningskällor. Vattenabsorption i aluminium och palladium blir en oacceptabel källa till utgasning, och även absorption av hårda metaller som rostfritt stål eller titan måste beaktas. Vissa oljor och fetter kommer att koka bort i höga eller ultrahöga vakuum. Kammarväggarnas materialtäthet (genomtränglighet) kan behöva övervägas och även materialets riktningsorientering, som bör vara parallell med flänsen.
Den lägsta trycket för tillfället kan uppnås i laboratorium är cirka 10−13 torr (13 pPa). Vakuumtryck så låga som 5 × 10-17  Torr (6,7 FPA) har indirekt uppmätts i ett 4 K kryogent vakuumsystem. Det motsvarar ≈ 100 partiklar/cm3.

## Utgasning
Avdunstning och sublimering i ett vakuum kallas utgasning. Allt material, fast eller flytande, har ett litet ångtryck och deras utgasning blir viktig när vakuumtrycket faller under deras ångtryck. I konstgjorda system har utgasning samma verkan som en läcka och kan begränsa ett stegrande vakuum. Utgasningsprodukter kan kondensera på närliggande kallare ytor, vilket kan vara besvärande om de skymmer optiska instrument eller reagerar med andra material. Detta är ett angeläget problem vid exempelvis rymdfärder, där ett teleskop eller solcell kan få reducerad funktion.
Den mest förekommande utgasningsprodukten i tillverkade vakuumsystem är vatten absorperat av vakuumkammarens material. Det kan minskas genom att kammaren torkas eller bakas eller att mindre absorberande material väljs. Utgasat vatten kan kondensera i oljan i oljesmorda lamellvakuumpumpar och minska deras verkningsgrad, om inte utgasningen ventileras bort. Högvakuumsystem måste vara rent och fritt från organiskt material för att minimera utgasning.
Ultrahögvakuumsystem bakas, helst under vakuum, för att tillfälligt höja ångtrycket av allt utgasningsmaterial och koka bort dem. När huvuddelen av utgasat material har kokats av och evakuerats, kan systemet kylas till ett lägre ångtryck och minimera kvarvarande utgasning under själva operationen. Vissa system kyls långt under rumstemperatur med flytande kväve för att minimera vidare utgasning tillsammans med kryopumpning.

## Vakuumkvalité
Vakuumnivån indikeras av mängden materia som finns kvar i systemet, högvakuum har med andra ord väldigt lite materia kvar. Vakuum mäts främst med utgångspunkt från ett absolut tryck, men en fullständig karakterisering kräver ytterligare parametrar, som temperatur och kemisk sammansättning. En av de viktigaste parametrarna är begreppet MFP, vilket anger den fria medelvägslängden som de kvarvarande gaspartiklarna måste färdas innan de kolliderar med varandra. När gasens täthet minskar, kommer alltså MFP att öka och när MFP är längre än den tillgängliga rymden, som pumpens kammare, rymdfarkosten eller andra volymer, är inte strömningsmekanikens antagande längre tillämpliga. Detta vakuumtillstånd kallas högvakuum och studiet av flödet i detta system kallas particle gas dynamics. MFP är vid atmosfärstryck så kort som 70 nm, men vid 100 mPa (~1×10−3 Torr) är MFP vid rumstemperatur cirka 100 mm, vilket brukar vara fallet vid ordinära elektronrör. Crookes radiometer vänder när MFP är större än storleken på lamellerna.
Vakuumkvalitén är uppdelad i intervall enligt den teknik som krävs för att uppnå det eller mäta det. Dessa intervall har inte universellt överenskomna definitioner, men en typisk fördelning är följande:
|                     | Tryck (Torr)         | Tryck (Millibar)               | Tryck (Pa)           |
| ------------------- | -------------------- | ------------------------------ | -------------------- |
| Atmosfärstryck      | 760                  | 1013                           | 101,3 kPa            |
| Lågvakuum           | 760 till 25          | 1013 mbar till 33 mbar         | 100 kPa till 3 kPa   |
| Medelvakuum         | 25 till 1×10−3       | 33 mbar till 1×10−3 mbar       | 3 kPa till 100 mPa   |
| Högvakuum           | 1×10−3 till 1×10−9   | 1×10−3 mbar till 1×10−9 mbar   | 100 mPa till 100 nPa |
| Ultrahögvakuum      | 1×10−9 till 1×10−12  | 1×10−9 mbar till 1×10−12 mbar  | 100 nPa till 100 pPa |
| Extremt högt vakuum | <1×10−12             | <1×10−12 mbar                  | <100 pPa             |
| Yttre rymden        | 1×10−6 till <3×10−17 | 1×10−6 mbar till <3×10−17 mbar | 100 µPa till <3fPa   |
| Perfekt vakuum      | 0                    | 0 mbar                         | 0 Pa                 |

- Atmosfärstryck är variabelt, men standardiserad på 101,325 kPa (760 Torr)
- Lågvakuum, även kallad grovvakuum vakuum som exempelvis kan uppnås med en vanlig dammsugare och mätas med en vätskemanometer (U-rörsmanometer).
- Medelvakuum är vakuum som kan uppnås med en enda pump, men trycket är för lågt för att mäta med en vätske- eller mekanisk manometer. Det kan mätas med en McLeod-mätare, termisk mätare eller en kapacitiv mätare.
- Högvakuum är vakuum där MFP av restgaser är längre än storleken på kammaren eller i testobjektet. Högvakuum kräver oftast flerstegspumpning och jonmätning.
- Ultrahögvakuum kräver bakning av kammaren för att ta bort spårgaser och andra särskilda förfaranden. Brittiska och tyska normer fastställer ultrahögvakuum till ett tryck under 10−6 Pa (10−8 Torr).[25][26]
- Yttre rymden är i allmänhet mycket mer tomt än något artificiellt vakuum. Det kan antagligen ibland motsvara definitionen av högvakuum ovan, beroende på rymdregion och vilka astronomiska kroppar som påverkar. Till exempel är MFP av interplanetära rymden mindre än storleken av solsystemet, men större än små planeter och månar. Som en följd måste solvinden uppvisa kontinuumflöde på en skala av solsystemet, men ses som ett bombardemang av partiklar i förhållande till jorden och månen.
- Perfekt vakuum är ett idealtillstånd utan några partiklar alls. Det kan inte uppnås i ett laboratorium, även om det kan finnas små volymer som för ett kort ögonblick, inte råkar ha några materiapartiklar. Även om alla partiklar av materia togs bort, skulle det fortfarande finnas fotoner och gravitoner, liksom mörk energi, virtuella partiklar och andra aspekter av kvantvakuum.

### Exempel
|                         | Tryck (Pa)          | Tryck (Torr)    | MFP                | molekyler per cm3 |
| ----------------------- | ------------------- | --------------- | ------------------ | ----------------- |
| Dammsugare              | cirka 80 kPa        | 600             | 70 nm              | 1019              |
| Impellerpump vakuumpump | cirka 3,2 kPa       | 24              | 1,75 μm            |                   |
| Frystorkning            | 100 till 10 Pa      | 1 till 0.1      | 100 μm till 1 mm   | 1016 till 1015    |
| Lamellvakuumpump        | 100 Pa till 100 mPa | 1 till 10−3     | 100 μm till 10 cm  | 1016 till 1013    |
| Glödlampa               | 10 till 1 Pa        | 0,1 till 0,01   | 1 mm till 1 cm     | 1015 till 1014    |
| Termos                  | 1 till 0,01 Pa      | 10−2 till 10−4  | 1 cm till 1 m      | 1014 till 1012    |
| Jordens termosfär       | 1 Pa till 100 nPa   | 10−2 till 10−9  | 1 cm till 100 km   | 1014 till 107     |
| Vakuumtub               | 10 µPa till 10 nPa  | 10−7 till 10−10 | 1 till 1,000 km    |                   |
| Kryopump MBE-kammare    | 100 nPa till 1 nPa  | 10−9 till 10−11 | 100 till 10,000 km | 107 till 105      |
| Månens tryck            | cirka 1 nPa         | 10−11           | 10,000 km          | 4 × 105           |
| Interplanetär rymd      |                     |                 |                    | 10                |
| Interstellär rymd       |                     |                 |                    | 1                 |
| Intergalaktisk rymd     |                     |                 |                    | 10−6              |

## Tryckmätning

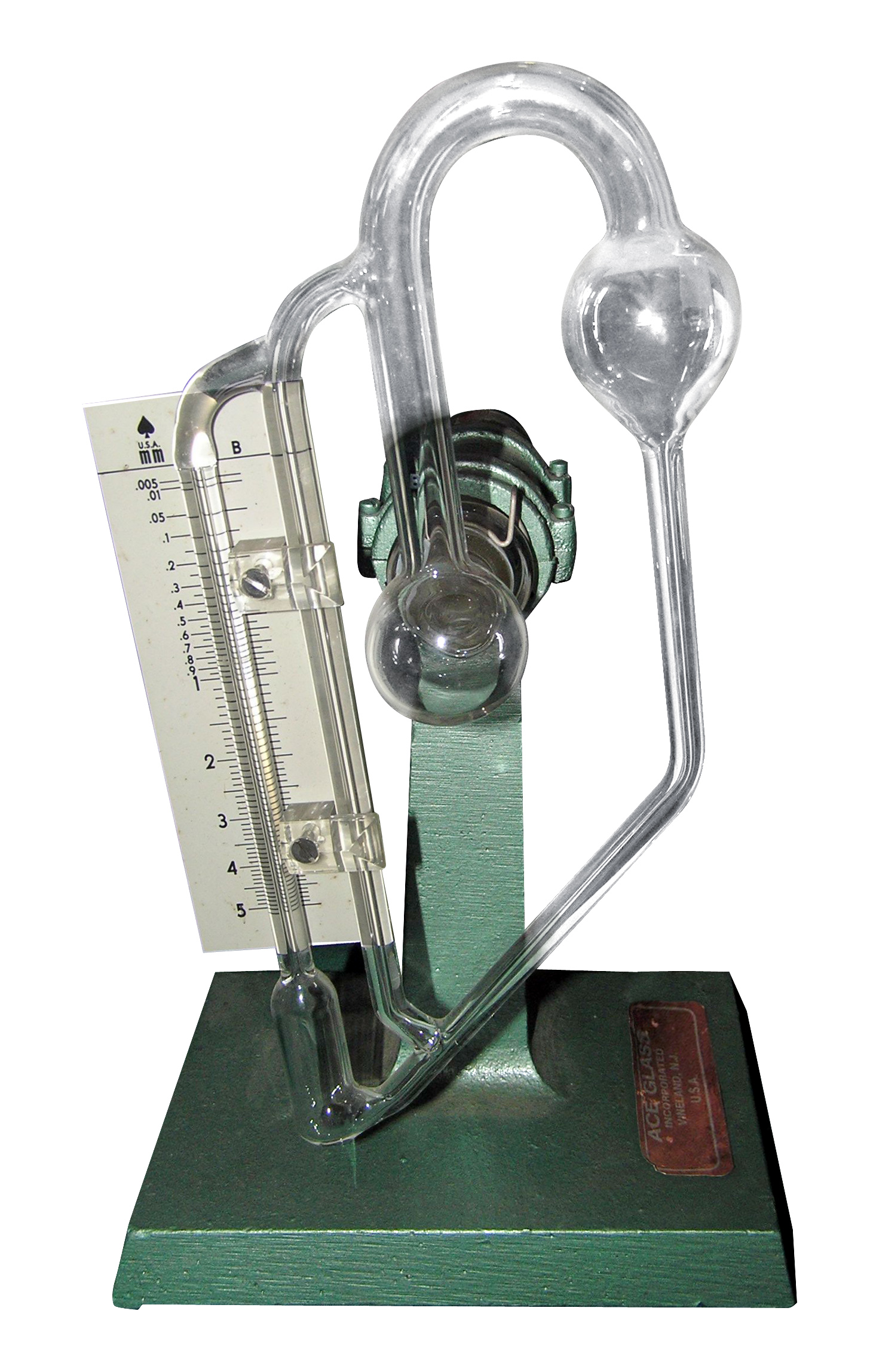
En McLeodmätare (tömd på kvicksilver)

### Relativ kontra absolut mätning
Vakuum mäts i enheten för tryck, vanligtvis som en subtraktion i förhållande till omgivande atmosfärtryck på jorden. Men mängden av relativa mätbara vakuum varierar med lokala förhållanden. På Jupiters yta, där marknivåns lufttryck är mycket högre än på Jorden, skulle mycket högre relativa vakuumavläsningar vara möjliga. På månens yta med nästan ingen atmosfär, skulle det vara mycket svårt att skapa ett mätbart vakuum i förhållande till den lokala miljön.
På samma sätt är ett mycket högre tryck än normalt relativt vakuumavläsningar möjliga djupt ned i jordens hav. En ubåt som upprätthåller ett inre tryck på 1 atmosfär nedsänkt till ett djup med 10 atmosfärers tryck, är i praktiken en vakuumkammare som kan hålla ute ett stort yttre vattentryck, även om 1 atm inne i ubåten normalt inte skulle betraktas som ett vakuum.
(Nedanstående mätningar utgår från relativa mätningar vid jordens havsyta, med exakt 1 atmosfärs omgivande lufttryck.

### Vakuum-mätningar relativt 1atm
SI-enheten för tryck är pascal (symbol Pa), men vakuum brukar mätas i Torr, uppkallad efter Torricelli, en tidig italiensk fysiker (1608–1647). En Torr är lika med fördrivningen av en millimeter kvicksilver (mmHg) i en manometer med 1 Torr motsvarande 133,3223684 pascal över absolut noll tryck. Vakuum mäts också med hjälp av inch av kvicksilver på lufttryckets skala eller som en procentandel av atmosfäriska trycket i bar eller atmosfär. Lågvakuum mäts ofta i millimeter kvicksilver (mmHg), inch av kvicksilver (inHg) eller kilopascal (kPa) under atmosfärstrycket. "Under atmosfärstrycket" innebär att det absoluta trycket är lika med det aktuella lufttrycket (till exempel 29,92 inHg) minus vakuumtryck i samma enhet. Således motsvarar ett vakuum på 26 inHg ett absolut tryck på 4 inHg (29,92 inHg − 26 inHg).
Med andra ord, de flesta lågvakuummätare avläser exempelvis −28 inHg på fullt vakuum kontra ett faktiskt 2 inHg, eller 50,79 Torr. Många enkla lågvakuummätare har en felmarginal och kan visa ett vakuum av −30 inHg, eller 0 Torr, men som i praktiken normalt kräver en tvåstegsprocess med lamellvakuumpump, eller motsvarande typ av vakuumpump, för att gå långt utöver (lägre än) 25 Torr.
Olika mätenheter används för att mäta vakuumtryck, beroende på vilket vakuum som behövs.
Hydrostatiska mätare (till exempel kvicksilvermanometer) består av en vertikal kolumn av vätska i ett rör vars ändar är utsatta för olika tryck. Kolumnen kommer att stiga eller sjunka tills vikten är i jämvikt med tryckskillnaden mellan de två ändarna av röret. Den enklaste konstruktionen är ett slutet U-format rör, vars ena sida är ansluten till mätstället. All vätska kan i princip användas, men kvicksilver är att föredra för sin höga densitet och låga ångtryck. En enkel hydrostatisk mätare kan mäta tryck från 1 torr (100 Pa) till över det atmosfäriska. En viktig variant är McLeod-mätaren som isolerar en känd volym av vakuum och komprimerar det genom att multiplicera höjdvariationen i vätskan. McLeod-mätaren kan mäta vakuum så högt som 10−6 Torr (0,1 MPa), vilket är den lägsta direkta mätning av tryck som är möjligt med dagens teknik. Andra vakuummetrar kan mäta lägre tryck, men endast indirekt genom mätning av andra tryck-egenskaper. Dessa indirekta mätningar skall kalibreras via en direkt mätning, oftast en McLeod mätare.
Mekaniska eller elastiska mätare är beroende av en Bourdon-tub, -membran, eller -kapsel, oftast gjord av metall, som kommer att ändra form till följd av mättrycket. En variant på denna mätare är kapacitansmanometern, där membranet utgör en del av en kondensator. En förändring i trycket leder till förändring av membranet, vilket leder till en förändring i kapacitans. Dessa mätare är effektiva från 10+3 Torr till 10−4 Torr.
Termiska konduktivitetsmätare baseras på att värmeledningsförmågan hos en gas minskar ju högre tryck den utsätts för. I denna typ av mätare, värms en glödtråd genom strömsättning. Ett termoelement eller resistanstemperaturgivare (RTD) kan sedan användas för att mäta glödtrådens temperatur. Denna temperatur är beroende av i vilken takt glödtråden förlorar värme till den omgivande gasen, och därmed på värmeledningsförmåga. En vanlig variant är Pirani-mätaren, som använder en enda platinaglödtråd både för det uppvärmda elementet och RTD. Dessa mätare visar tillförlitligt mellan 10 Torr till 10−3 Torr, men de är känsliga för den kemiska sammansättningen av mätgaserna.
Joniserings-mätare används i ultrahögvakuum. De finns i två typer: varm katod och kallkatodrör. I den varma katodtypen producerar en elektriskt uppvärmd glödtråd en elektronstråle. Elektronerna färdas genom mätaren och jonisera gasmolekyler runt dem. De resulterande jonerna samlas in vid den negativa elektroden. Det aktuella antalet joner beror på trycket i mätaren. Varmkatodsmätare är korrekta från 10−3 Torr till 10−10 Torr. Principen bakom kallkatodrör är den samma, förutom att elektronerna produceras i ett utsläpp som skapas av högspända elektriska urladdningar. Kallkatodrörsmätare visar korrekt från 10−2 Torr till 10−9 Torr. Joniseringsmätares kalibrering är mycket känslig för konstruktionsgeometrin, den kemiska sammansättningen av mätgaserna, korrosion och ytbeläggningar. Deras kalibrering kan ogöras genom påverkan av atmosfärstryck eller lågvakuum. Sammansättningen av gaser vid högvakuum är vanligtvis oförutsägbar, så en masspektrometer måste användas tillsammans med joniseringsmätaren för exakt mätning.